# Straßenbahn Brandenburg an der Havel
Die Straßenbahn Brandenburg an der Havel verkehrt seit dem 1. April 1911 elektrisch in der Stadt Brandenburg an der Havel. Im Februar 2022 existierten zwei Linien, das Netz ist meterspurig und hat eine Streckenlänge von 17,65 Kilometern. Betreiberin ist die im städtischen Besitz befindliche Verkehrsbetriebe Brandenburg an der Havel GmbH.

## Geschichte

### Entstehung und Entwicklung der Pferdebahn
Am 8. März 1897 erfolgte der Vertragsabschluss zwischen der Stadtgemeinde und der Berlin-Wilmersdorfer KG „Brandenburger Strassenbahn Havelstadt, Contag & Co. in Brandenburg“ zum Bau und Betrieb einer 4,75 Kilometer langen Pferdebahn-Ringlinie in Spurweite 1000 mm ab Staatsbahnhof (Hauptbahnhof) über vier Klappbrücken der Innenstadt hinweg. Die Brandenburger Straßenbahn wurde am 1. Oktober 1897 mit der Teilstrecke Staatsbahnhof – Hauptstraße – Nicolaistraße (heute Damaschkestraße) eröffnet. Ein Jahr später wurde ab dem 12. November 1898 der komplette innerstädtische Ring befahren.
Im Jahr 1900 wurde mit der Stilllegung des Teilstückes Neuendorfer Straße – Nicolaistraße (Damaschkestraße) – Vereinsstraße und der Herstellung der Verbindung von der Ecke Luckenberger Straße / Neuendorfer Straße über die Strafanstalt am Nicolaiplatz zur Plauer Straße der heutige Verlauf des Ringes hergestellt. Eine Streckenerweiterung vom Nicolaiplatz durch die Magdeburger Straße ermöglichte die Eröffnung einer weiteren Linie vom Staatsbahnhof durch die Hauptstraße zu den westlich vor dem Plauer Torturm der historischen Altstadt gelegenen Kasernengelände.
Am 5. April 1902 wurde eine Linie vom Neustädtischen Rathaus über den Schlachthof hin zu Planebrücke eröffnet und mit ihr wurde ein wichtiges Ausflugsziele wie der derzeit noch außerorts liegende Sportpark mit der Radrennbahn in der Wilhelmsdorfer Landstraße besser erreichbar. Im Zuge dessen wurde der Ringverkehr eingestellt und dafür eine dritte Linie vom Staatsbahnhof über die Bauhofstraße zur Strafanstalt eingerichtet, welche 1904 wieder eingestellt wurde. Die Gleise durch die Bauhofstraße und die Große Gartenstraße wurden weiterhin als Betriebsgleise genutzt. In dieser Zeit verfügte die Brandenburger Straßenbahn über 25 Pferdebahnwagen und ca. 80 Pferde.

### Aufnahme des elektrischen Betriebes und Entwicklung bis zum Zweiten Weltkrieg

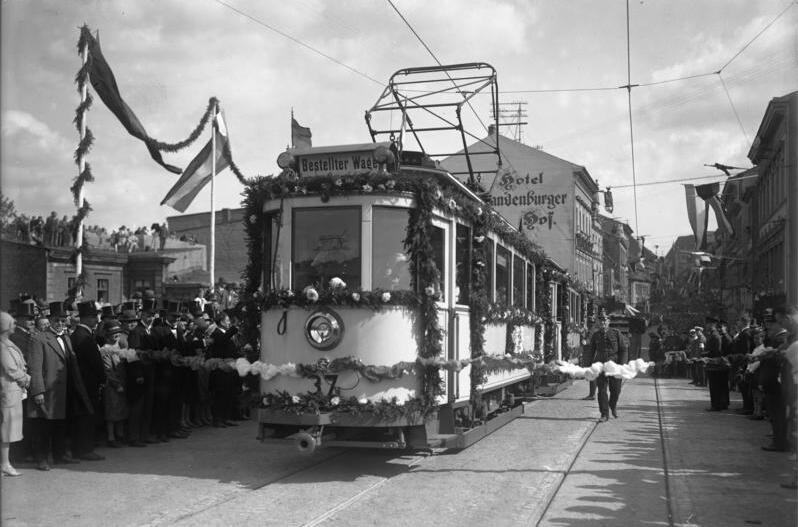
Einweihung der neuen Jahrtausendbrücke im Jahr 1929

Nachdem die Stadt das Unternehmen zum 1. April 1910 übernahm, wurde gleichzeitig die Umstellung auf elektrischen Betrieb beschlossen und ein Jahr später am 1. April 1911 mit der Grünen Linie vom Staatsbahnhof über die Große Gartenstraße, Stein- und Hauptstraße, den Nicolaiplatz bis hin zum Altstädtischen Bahnhof westlich der Stadt eröffnet. Von nun an wurden die Linien mit Farben bezeichnet. Ab dem 16. April fuhr auch die jetzt als Weiße Linie bezeichnete Bahn vom Rathaus am Neustädtischen Markt zur Planebrücke elektrisch. Vier Tage später, am 20. April, wurde der Pferdebahnbetrieb komplett eingestellt. Der Fahrzeugpark bestand aus 16 elektrischen Triebwagen. Am 20. Mai wurde die Rote Linie vom Staatsbahnhof über die St.Annen- und Hauptstraße hin zum Altstädtischen Bahnhof eingerichtet. In diesem Zuge wurde die Grüne Linie verkürzt und verkehrte ab der Plauer Straße über einen neuen Streckenast bis zum Altstädtischen Markt, ab 15. Oktober dann in Erweiterung am Rathenower Torturm vorbei bis hin zur Brielower Straße nördlich der historischen Altstadt.
Am 23. Juni 1912 erfolgte mit der Eröffnung der Blauen Linie vom Kasernenkomplex an der Fouquestraße zum Caféhaus Görden mit der Siedlung Görden eine weitere Erschließung des Umlandes durch die Straßenbahn. Im Verlauf kreuzt sie dabei am Bahnhof Görden die Gleise der im Jahr 1904 eröffneten Brandenburgischen Städtebahn von Treuenbrietzen nach Neustadt (Dosse).
Am 24. Dezember 1912 erfolgte die Eröffnung des weiteren Verlaufs der Strecke der Blauen Linie durch den Forst vorbei an der Brandenburgischen Irrenanstalt und als Überlandbahn über die havelquerende Plauer Brücke bis hin zur Stadt Plaue. Auf ihr verkehrte nun die Blaue Linie bis zur Landesanstalt und die neu eingerichtete Gelbe Linie vom Staatsbahnhof nach Plaue. Ab dem 1. Oktober wurde hier ein Güterverkehr zwischen beiden Städten eingerichtet. Eine Fahrt vom Staatsbahnhof nach Plaue umfasste eine Strecke von 10,4 Kilometern und dauerte 47 Minuten.
Im Jahr 1927 erfolgte im Zuge der Umleitung des Straßenbahnverkehrs (ab 1. Juli 1928 über die Luckenberger Brücke) während der Erneuerung der Langen Brücke ein umfangreicher Streckenum- und neubau in der Innenstadt. Die Grüne Linie wurde 1928 reaktiviert und verkehrte nun über die Steinstraße, Luckenberger Straße, Plauer Straße, Altstädtischer Markt zur Mühlentorstraße. In diesem Jahr verfügte die Brandenburger Straßenbahn über 28 Trieb-, 22 Bei- und 2 Güterwagen, vor allem von der Firma Lindner aus Halle. Am 7. Juli 1929 fuhren die Rote und die Gelbe Linie zur Tausendjahrfeier der Stadt über die neu eröffnete Jahrtausendbrücke. Ab 15. Mai 1930 beginnt die Blaue Linie zur Landesanstalt bereits am Neustädtischen Rathaus, zwei Jahre später dann am Reichsbahnhof (Hauptbahnhof). Ab Ende 1938 verkehrt eine neu eingerichtete Blau-Weiße Linie zwischen dem Neustädtischen Rathaus und der Kolonie Görden (Waldcafé Görden).
Die nächsten Veränderungen entstanden infolge der Kriegsvorbereitungen des nationalsozialistischen Deutschlands. Nach der Errichtung des Brandenburger Opelwerke im Jahr 1935 wurde zu dessen Umfahrung der Streckenabschnitt Hohenzollernstraße – Fontanestraße – Burggrafenstraße – Gördenbrücke auf der Linie nach Plaue eröffnet. Die ursprüngliche direkte Streckenführung über die nun durch das Werk führende Hohenzollernstraße wurde stillgelegt. 1936 wurde in der Winterfeldallee (Anton-Saefkow-Allee) die vierte und letzte Kreuzung von schmalspurigen Gleisen der Brandenburger Straßenbahn mit normalspurigen Eisenbahnlinien verbaut. Nun querte die Straßenbahn eine Stichstrecke, welche, von der Brandenburgischen Städtebahn abzweigend, zum Flugplatz Briest führte, um den dort ansässigen Montagebetrieb der Arado-Flugzeugwerke und den entstehenden Schulfliegerhorst der Luftwaffe zu versorgen. Weitere Kreuzungen mit normalspurigen Gleisen fanden sich am Schlachthof sowie in der Nähe des Bahnhofs Görden jeweils über die Brandenburgische Städtebahn sowie eine in der heutigen August-Bebel-Straße über die Strecke Roskow – Brandenburg-Altstadt der Westhavelländischen Kreisbahnen. Letztere beiden sind bis heute erhalten und in Betrieb. 1937 erfolgte der zweigleisige Ausbau der Kurve Fouquéstraße sowie des Abschnittes Fouquéstraße – Bahnhof Altstadt. Am 6. Januar 1940 wird die Grüne Linie zum letzten Mal eingestellt und beschließt damit die Bedienung des Streckenastes am Altstädtischen Rathaus vorbei. Das nach den katastrophalen Zuständen im Alten Zuchthaus in den Jahren 1927 bis 1935 als Musteranstalt des „humanen Strafvollzugs“ konzipierte und errichtete neue Zuchthaus Brandenburg befindet sich direkt im Gördenwald an der Straßenbahnstrecke nach Kirchmöser. Mit ihr wurden zahlreiche Häftlinge, die in Spezialwaggons mit der Deutschen Reichsbahn am Reichsbahnhof eingetroffen waren, zum Zuchthaus auf den Görden transportiert, welches in der Zeit zwischen 1940 und 1945 auch Hinrichtungsstätte war.
Mit Beginn des Zweiten Weltkrieges wurden viele männliche Straßenbahner zum Militär eingezogen, weshalb zunehmend Frauen für die Arbeiten geschult wurden. Am 1. Oktober 1943 wurde der Betrieb der Weißen Linie zwischen dem Neustädtischen Markt (Rathaus) und der Planebrücke eingestellt, stattdessen verkehrte die Blau-weiße Linie nun von der Kolonie Görden am Neustädtischen Rathaus vorbei bis hin zur Planebrücke. Im Jahr 1944 transportierte die Brandenburger Straßenbahn auf ihren Linien 18,31 Millionen Menschen. Ab dem 29. Januar 1945 folgten weitere Einschränkungen und die Einstellung der Roten Linie zwischen dem Reichsbahnhof und dem Altstädtischen Bahnhof. Am 3. April gab es nur noch Straßenbahnverkehr zwischen der Fouquestraße und Plaue. Am 20. April (eine andere Quelle spricht vom 25. April) wurde der Straßenbahnbetrieb nach den schwersten Bombenangriffen (31. März und 20. April) auf die Industrieanlagen und die Innenstadt in Brandenburg komplett eingestellt. Im Mai 1945 waren Wagenpark, Gleise und Oberleitung der Straßenbahn zum Teil komplett bzw. erheblich zerstört, ebenso wie fast alle Brücken der Stadt.

### Zeit der SBZ und DDR

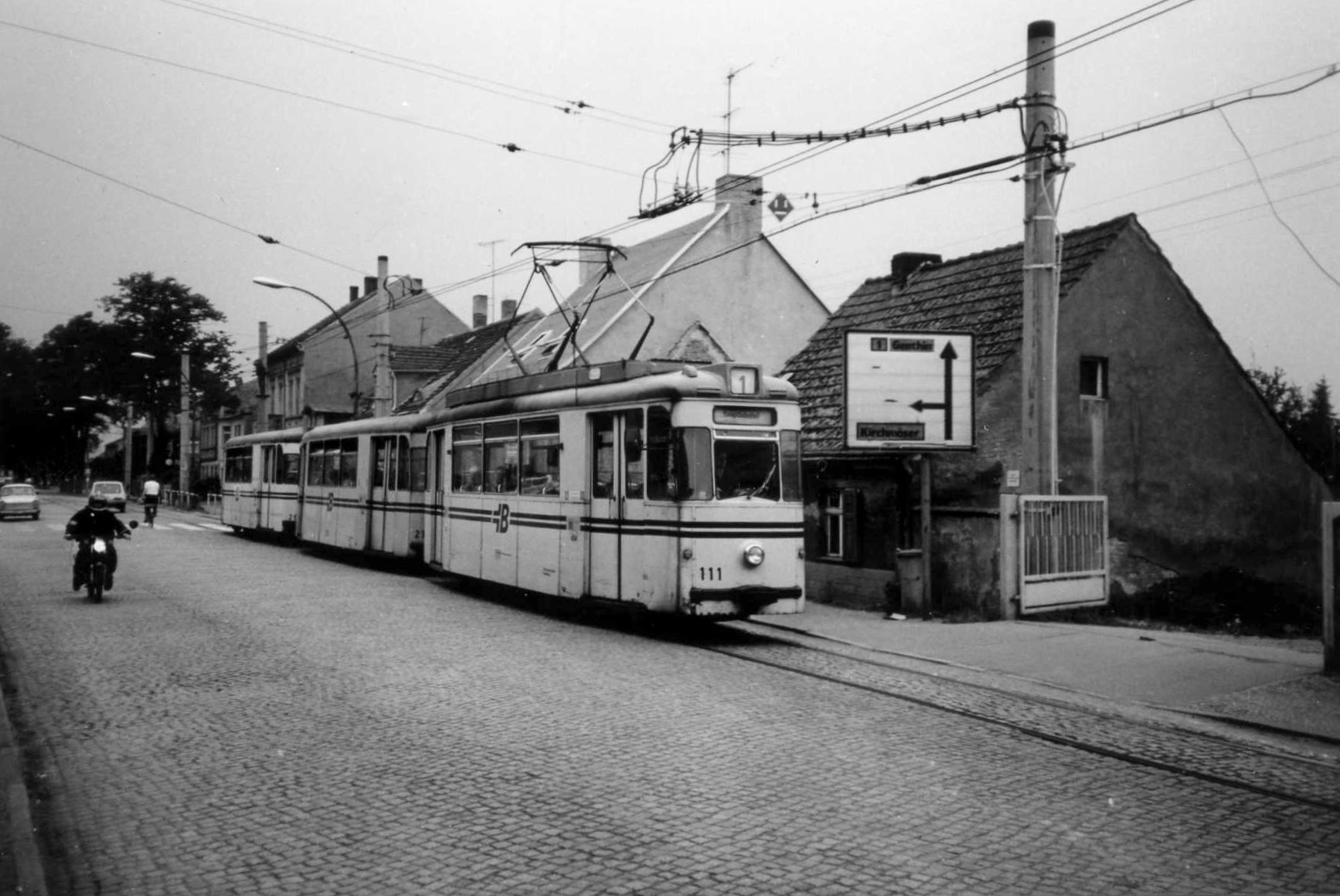
Gothawagenzug auf der Überlandlinie 1 nach Kirchmöser

Mitte Juni 1945 konnte die erste Teilstrecke zwischen der zerstörten Gördenbrücke und der Kolonie Görden wieder in Betrieb genommen werden. Bis Mitte Herbst konnte der Verkehr etappenweise auf eine Strecke zwischen der Plauer Straße in der Altstadt und Margarethenhof vor Plaue mit Unterbrechung an der Gördenbrücke ausgedehnt werden. Ab 5. Oktober 1947 ist die Jahrtausendbrücke sowie fast das gesamte Straßenbahnnetz wieder befahrbar. Geschlossen wurde es mit der nun 200 Meter weiter östlich wiedererrichteten Gördenbrücke und der Eröffnung einer eingleisigen Neubaustrecke Gördenbrücke – Rotdornweg am 18. Dezember 1948. Damit erfolgte auch die Wiederaufnahme des Güterverkehrs zwischen Brandenburg, dem Görden und Plaue bzw. Kirchmöser bis zu seiner Einstellung im Jahr 1955.
Am 20. Juli 1950 begannen die Aufnahme des Betriebes auf der Verlängerung des Streckenastes vom Bahnhof Altstadt zum wiedererrichteten Stahlwerk. Vorerst verlief die Strecke ins Werk hinein (zum Rundbau), dann in Etappen gebaut eingleisig am Werk vorbei (ab 18. Oktober 1950 bis Friedrich-Engels-Straße, ab 1. Mai 1951 bis Frankenstraße), bis am 1. Oktober 1952 die gesamte Strecke bis zu ihrem heutigen Endpunkt an der Quenzbrücke eröffnet werden konnte. Am 15. September 1952 ist ein neuer zweigleisiger Streckenabschnitt in der August-Bebel-Straße eröffnet worden, welcher nun als Ersatz der stillgelegten Streckenführung zwischen Karl-Marx-Straße – Fontanestraße etwas weiter nördlich zur Gördenbrücke verläuft. Zwischen 1955 und 1959 wurde der Abschnitt zwischen der Gördenbrücke und dem Waldcafé Görden zweigleisig ausgebaut.
Am 1. Februar 1955 erhielten die Straßenbahnlinien anstatt der bisher verwendeten Farben numerische Zeichen. Die Linie 1 fuhr dabei bis zu ihrer Einstellung am 1. August 1956 als Ringbahn vom Hauptbahnhof über den Puschkinplatz (Nicolaiplatz) zum Hauptbahnhof. Die Linie 2 fuhr vom Hauptbahnhof zur Frankenstraße (ab 1. August 1956 bis Quenzbrücke), die Linie 3 zwischen Plane- und Quenzbrücke, die Linie 4 vom Schlachthof zur Dimitroffallee (Gördenallee) (ab 15. Oktober 1955 Planebrücke – Kolonie Görden bzw. ab 1. August 1956 Neustädtischer Markt – Kolonie Görden) sowie die Linie 5 zwischen Hauptbahnhof und Anton-Saefkow-Allee und die Linie 6 vom Hauptbahnhof über die Anton-Saefkow-Allee und Plaue zum Reichsbahnausbesserungswerk in Kirchmöser West. Letztere beiden Linien wurden im Jahr 1967 zur neuen Linie 1 vereinigt.
Ab 1951 hatten erste Straßenbahnwagen aus „volkseigener Produktion“ die Stadt erreicht. Zur Erneuerung des Fahrzeugparks wurden ab 1958 Neubauwagen der Bauarten LOWA ET-50 und ET-54 (6 Triebfahrzeuge, 6 Beiwagen) und der T-Reihe aus Gotha bezogen. Insgesamt wurden bis 1969 12 Triebwagen und 22 Beiwagen angeschafft, die ältere Fahrzeuge aus den 1920er Jahren ersetzten. Im Gegensatz zu fast allen anderen Betrieben in der DDR verfügte Brandenburg (Havel) ausschließlich über zweiachsige Fahrzeuge der Typen ET-50/54, T-57, T59-E, T-61E, T-62 sowie T2D mit passenden Beiwagen. 1959 wurde der schaffnerlose Triebwagen (Z) eingeführt. Dies hatte zur Bedeutung, dass im Triebwagen nur noch Inhaber von Zeitkarten fahren durften, welches vom Fahrer kontrolliert wurde. Schaffner zur Fahrkartenausgabe waren nun nur noch in den Beiwagen zu finden. 1962 wurde der Betrieb auf das ZZ-System umgestellt, wobei nun die ersten beiden Wagen schaffnerlos betrieben worden sind, bevor 1965 die Schaffnertätigkeit gänzlich abgeschafft wurde und die Bahnen im OS-Betrieb (Ohne Schaffner) und mit Zahlboxen ausgestattet unterwegs waren. In die Zahlboxen konnten Fahrgäste für eine Fahrt wahlweise Münzen (20 Pfennige, Ermäßigungen gab es für Rentner, Schüler, Hunde) oder zuvor für 1 Mark erworbene Abschnitte von 8-Fahrten-Sammelkarten (12,5 Pfennige pro Fahrt) einwerfen und dafür nach einer Hebelbetätigung einen gültigen Fahrschein aus der Box ziehen.
1970 beschloss die Stadt Brandenburg den Straßenbahnbetrieb innerhalb von zehn Jahren gänzlich einzustellen. Bereits zum Jahresende 1965 war die Linie zur Planebrücke stillgelegt worden. Wegen des Anstieges der Rohölpreise infolge der Ölkrise wurden DDR-weit die Nutzung einheimischer Energieträger forciert und der Beschluss nicht umgesetzt. Im Jahr 1968 wurden die Linien 2 und 3 wegen der langen Schrankenschließzeiten am Bahnhof Altstadt nötig gewordenen Überführungsbaus über den Görden umgeleitet. Ab 4. Juni 1968 wurde dazu ein zweites Gleis über die Gördenbrücke eingeweiht. Die Brücke des 20. Jahrestages der DDR am Bahnhof Altstadt wurde nach nur 13 Monaten Bauzeit am 4. Oktober 1969 für den Straßenbahn- und Omnibusverkehr freigegeben.
Ab 1972 wurden alle Brandenburger Straßenbahntriebwagen, Omnibusse und Entstörfahrzeuge mit UKW-Sprechfunk ausgerüstet. Ab 1973 gab es infolge einer Kreuzungserweiterung an der Fouquéstraße eine Direktverbindung vom Stadtteil Görden zum Stahlwerk. Am 4. November wurde die Linie 5 vom Waldcafé Görden zur Quenzbrücke eingeweiht. In der Folgezeit wurde der Fahrzeugpark durch abgelöste Gotha-Züge aus anderen Städten mit 1000 mm Spurweite erneuert, vor allem aus Halle (Saale), aber auch aus Erfurt, Gera, Plauen, Halberstadt und Jena. Am 31. Dezember 1977 wurden die je zwei letzten Vorkriegs-Trieb- und -Beiwagen außer Dienst gestellt. Zuvor war am 3. Juli das mit einem Hebel per Hand betriebene Druckentwertersystem zur Fahrgastabfertigung eingeführt worden. In ihm mussten nun in den Bahnen bei Antritt der Fahrt in Vorverkaufsstellen erworbene Fahrscheine mittels Stempeldruck entwertet werden.
Erst ab 1979 beschaffte man wieder Neufahrzeuge, jetzt vom Typ KT4D aus der ČSSR, da der Straßenbahnbau in Gotha 1969 endete. Die erste Linienfahrt der auch oft in Doppeltraktion fahrenden Fahrzeuge fand am 4. Oktober 1979 auf der Linie 3 statt. Für den Antransport der Fahrzeuge per Eisenbahn wurde am Endpunkt Kirchmöser West eigens ein Auffahrgleis mit Rampe gelegt, über das die Fahrzeuge direkt von einem Eisenbahnwagen ins Streckennetz einfahren konnten. 1979 wurde der Bahnhofsvorplatz am Hauptbahnhof weitgehend umgestaltet. Infolgedessen entstand nördlich der alten Strecke eine dreigleisige Haltestelle und die Strecke direkt vor dem Bahnhofsgebäude wurde am 4. Dezember stillgelegt. Ebenfalls ab 1979 erfolgte auch der Neubau der 2450 Meter langen Strecke in das Neubaugebiet Hohenstücken. Er fand in mehreren Stufen statt. Ab 3. November 1979 fährt die Linie 6 vom Neustädtischen Markt zur Leninallee (Rosa-Luxemburg-Allee). Ab 28. September 1981 fährt die Linie 5E (ab 24. November 1985 als Linie 8) zu den Stoßzeiten der Schichtwechsel im Stahlwerk zwischen der Leninallee (Rosa-Luxemburg-Allee) und der Quenzbrücke. Am 15. Oktober 1981 erfolgt die Einrichtung der Linie 7, die, in der Innenstadt entgegen der Fahrtrichtung der Linie 6, zwischen der Leninallee und dem Neustädtischen Markt verkehrt. Am 20. November 1982 ist der zweite Bauabschnitt in Hohenstücken abgeschlossen. Alle dort verkehrenden Bahnen fahren nun bis zur provisorischen Wendeschleife Karl-Sturm-Straße (Tschirchdamm) und nach der Fertigstellung des 3. Abschnitts am 23. November 1985 bis zur Haltestelle Hauptfriedhof (später umbenannt in Hohenstücken Nord). Einen Tag später fuhr zudem die neu eingerichtete Linie 9 zwischen Hauptbahnhof und Hauptfriedhof (Hohenstücken Nord). Die Wendeschleife in der Karl-Sturm-Straße wurde wieder zurückgebaut. Entsprechend der weiteren Ausbaupläne der Wohnkomplexe wurde die Endhaltestelle Hohenstücken Nord mit sechs Aufstellgleisen dimensioniert. Vorarbeiten für eine Verbindung des Astes nach Hohenstücken auf Höhe der Kurve am Tschirchdamm zur Gördenallee wurden bereits getätigt. Diese Verbindungsstrecke wurde jedoch später nie verwirklicht. Zum 90-jährigen Bestehen der Brandenburger Straßenbahn verfügte sie über einen Fahrzeugbestand von 29 Trieb- und 53 Beiwagen sowie 16 KT4D. Im Jahr 1986 wurden in der 95.000 Einwohner zählenden Stadt auf 9 Straßenbahnlinien 23,2 Millionen Fahrgäste transportiert und bei einer Leistung aller Straßenbahnwagen 4,4 Millionen Streckenkilometer gefahren.

### Nachwendezeit

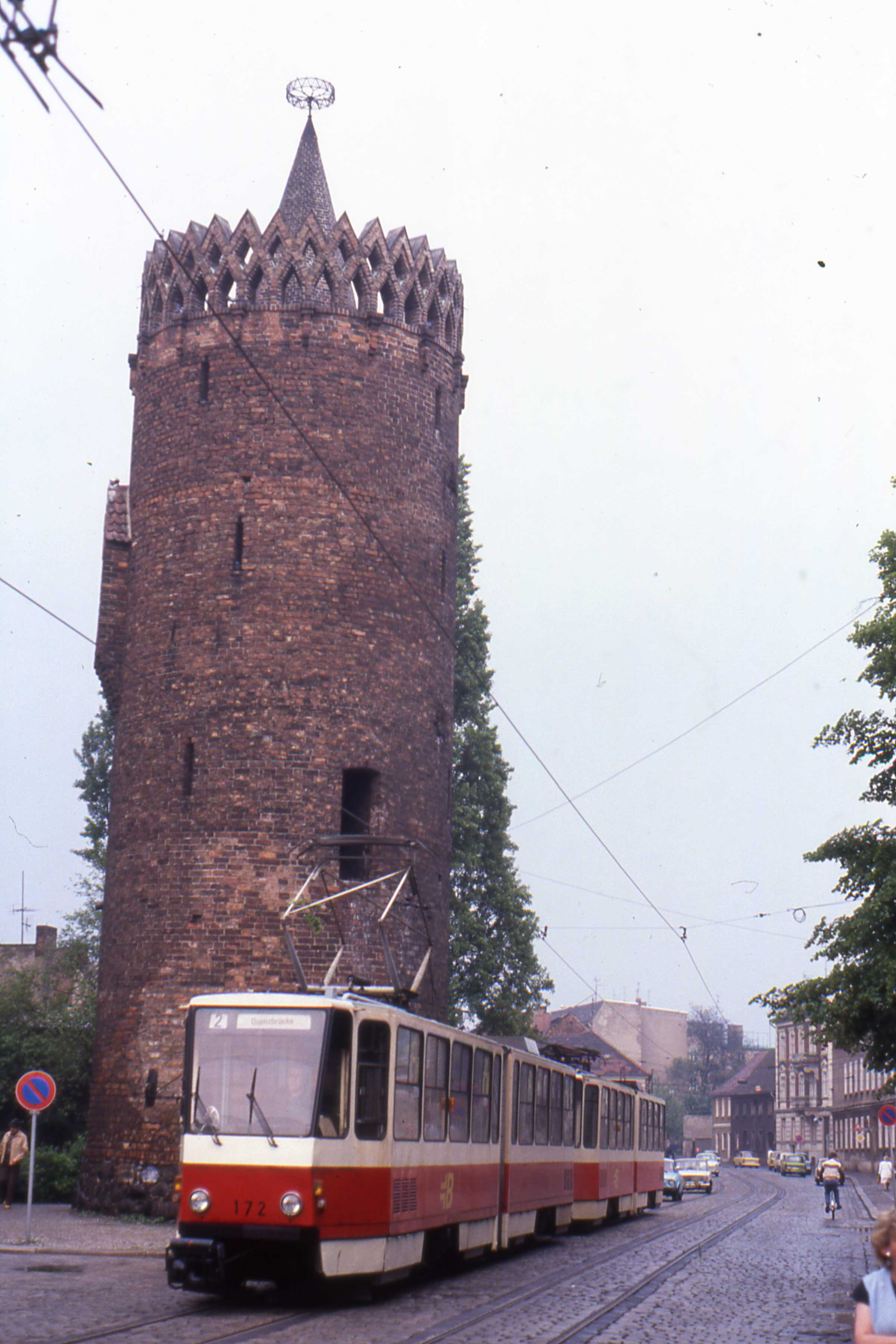
KT4D im Jahr 1990

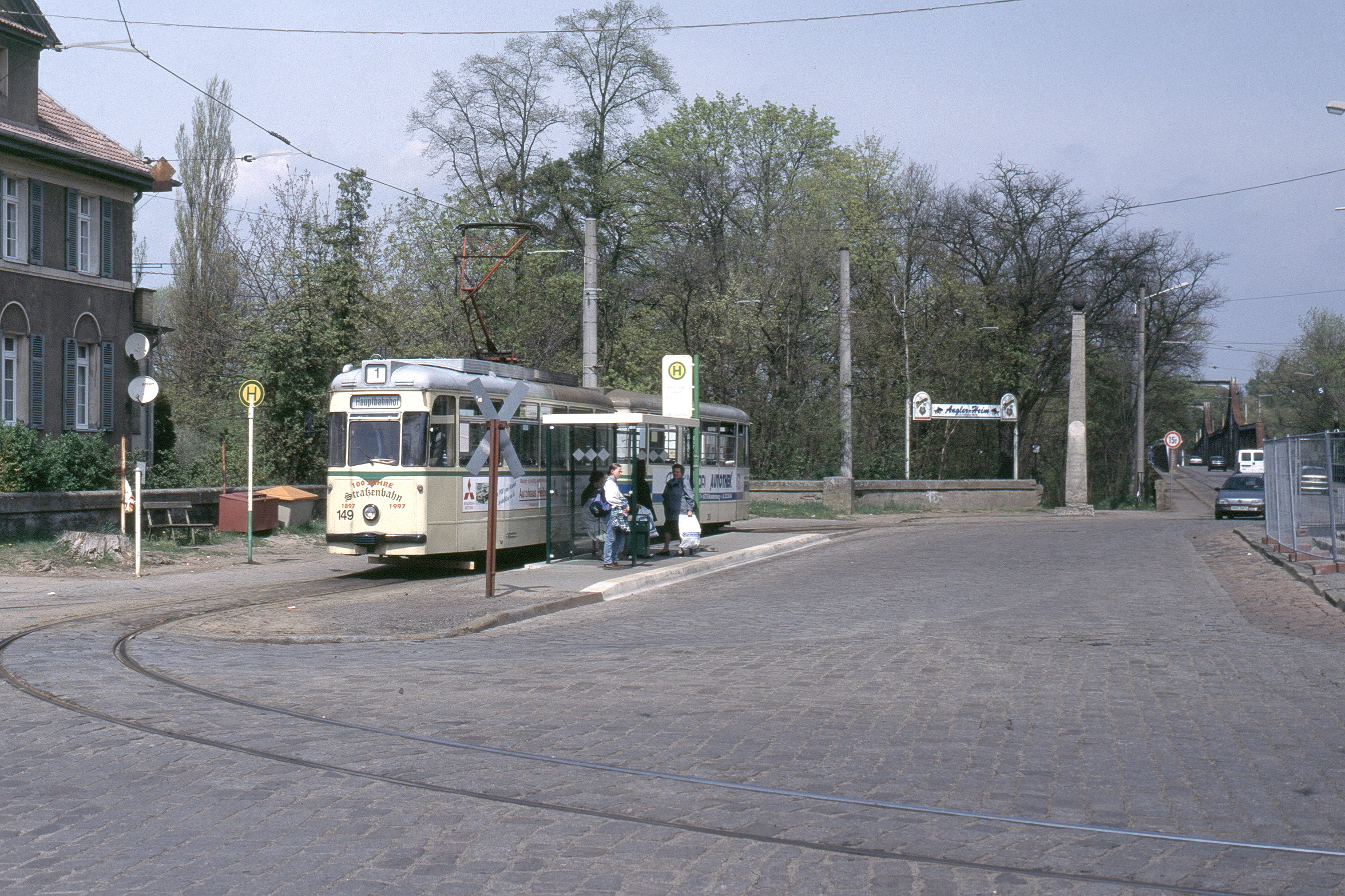
Ehemalige Endhaltestelle Kirchmöser, 1997

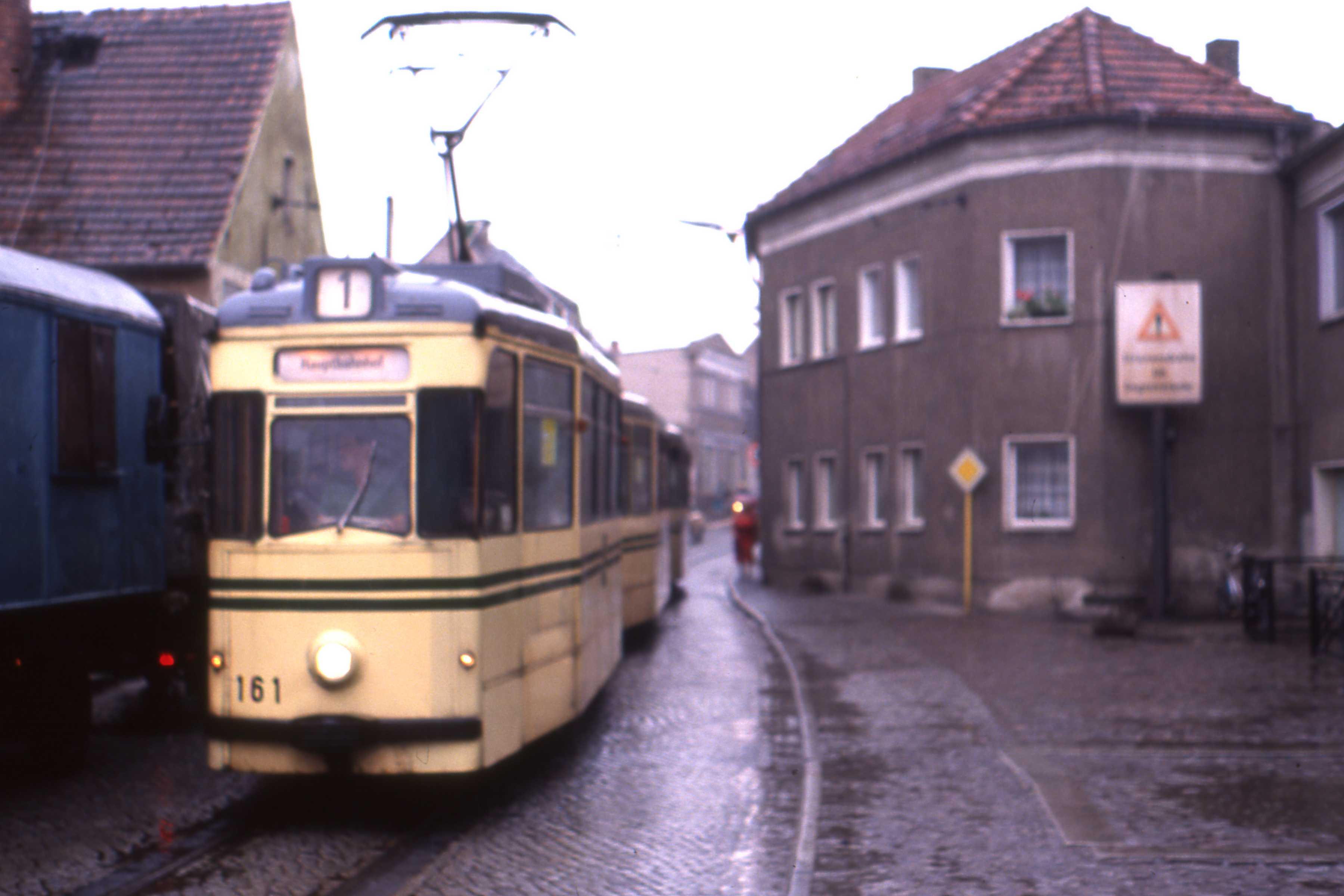
Gothawagenzug in der engen Ortsdurchfahrt von Plaue, 1990

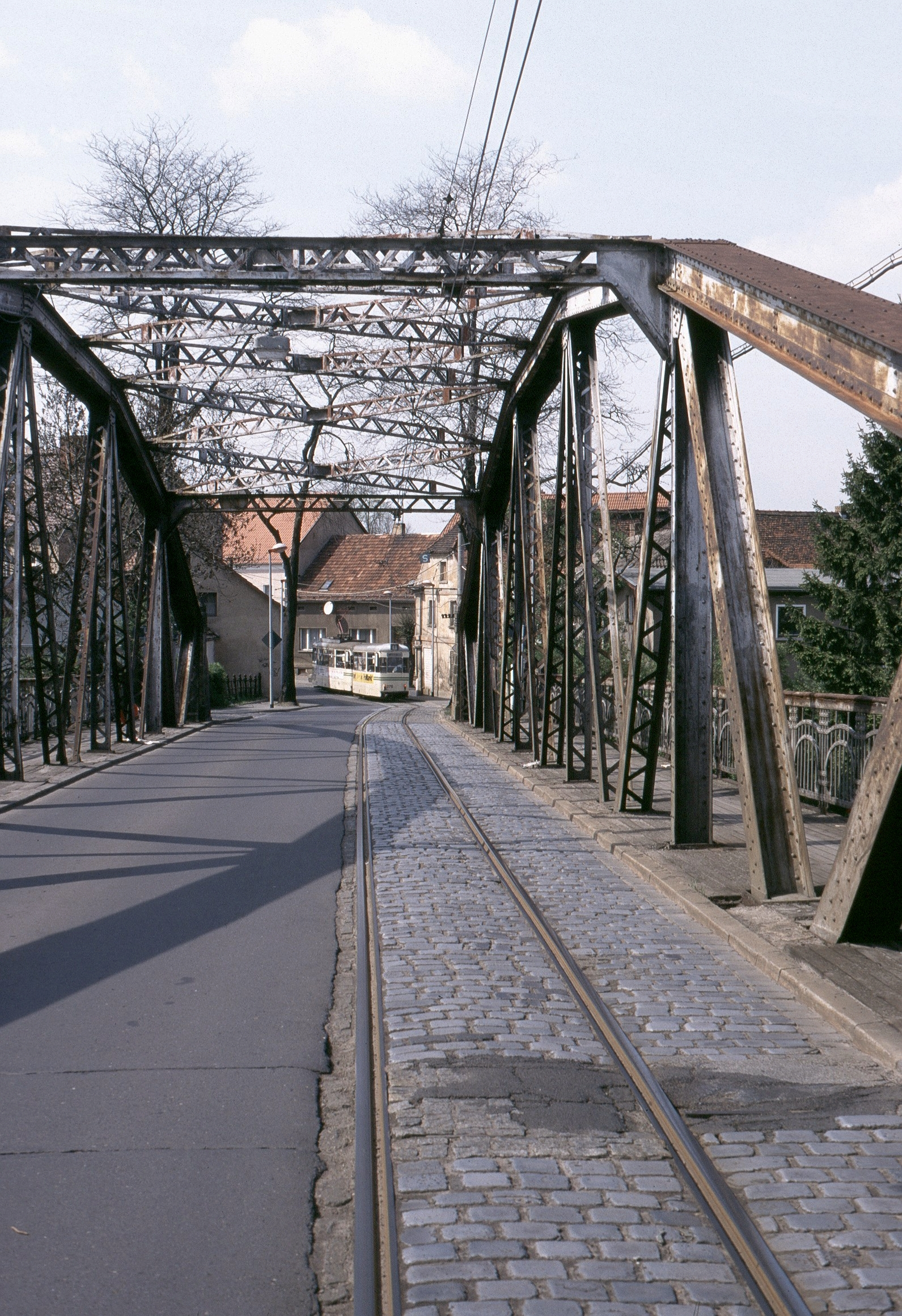
Der marode Zustand der alten Brücke in Plaue war ursächlich für die Einstellung der Linie 1 nach Kirchmöser

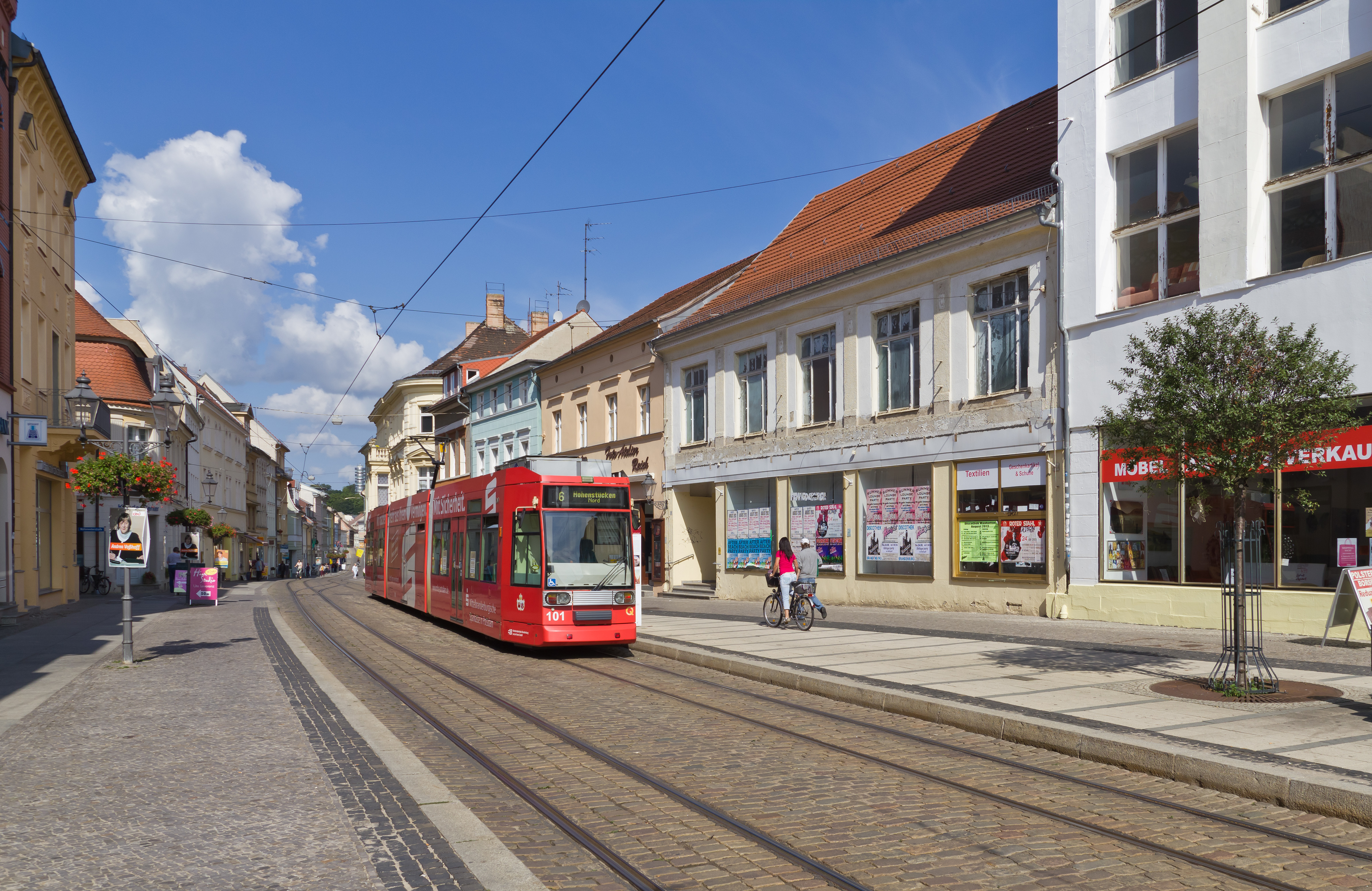
MGT6D in der Hauptstraße, 2013

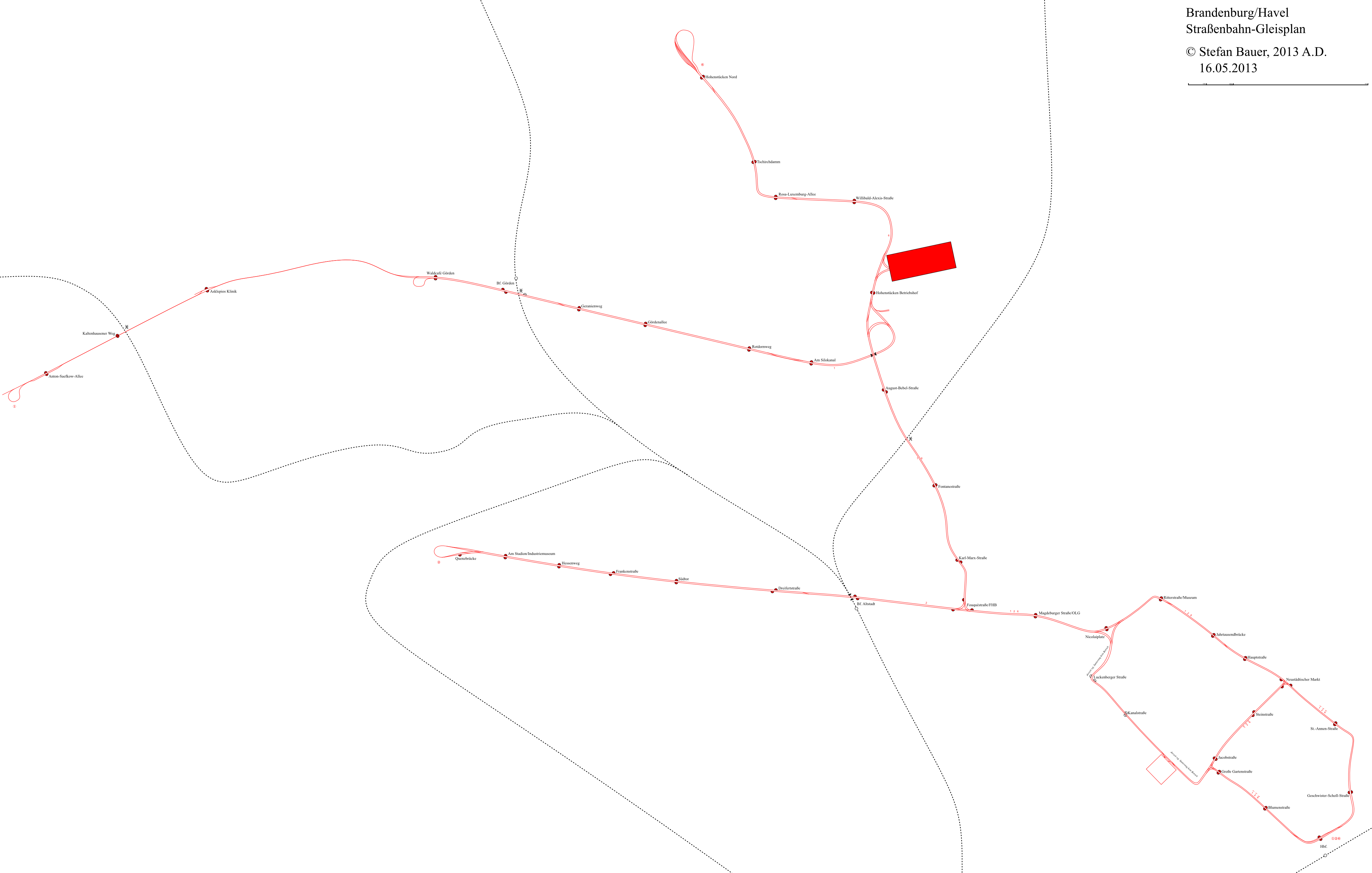
Gleisplan (Stand 2013)

In den 1980er und 1990er Jahren wurde der Betrieb unter Rekonstruktion der Gleisanlagen schrittweise modernisiert. Im Jahr 1995 wurden vier Straßenbahntriebwagen des Typs MGT6D (Nr. 100–103) in Zweirichtungsbauweise beschafft. Schon davor waren zwei MGT6D (Nr. 500–501) aus Halle/Saale in Brandenburg zu Gast und auch im Linieneinsatz gewesen. Da die Beschaffung der MGT6D der Stadt zu teuer wurde, ließ man zehn Tatra KT4 um ein niederfluriges Mittelteil zu KTNF6 erweitern. Die Gothaer und LOWA-Wagen verschwanden in den 1990er Jahren aus dem Linienverkehr, zudem wurden drei Zweirichtungs-GT4 von der Freiburger Verkehrs AG übernommen, die vor allem auf den Strecken nach Plaue und Kirchmöser eingesetzt wurden. Zusätzlich kamen die Fahrzeuge immer wieder im Baustellenverkehr zum Einsatz. Im Jahre 1997 wurde das 100-jährige Jubiläum des Straßenbahnbetriebes begangen und am 16. September 2000 der neue Betriebshof in der Upstallstraße eingeweiht.
Am 28. September 2002 wurde die 5,6 Kilometer lange Überlandstraßenbahnstrecke Anton-Saefkow-Allee – Plaue – Kirchmöser West eingestellt. Der Streckenabschnitt war kurz zuvor erneuert worden, aber für den Neubau der Havelbrücke in Plaue keine Straßenbahnüberquerung mehr vorgesehen. Die Linie 1 endet nunmehr an der Haltestelle Anton-Saefkow-Allee. Nach dem Wegfall des Abschnittes nach Plaue und Kirchmöser wurden die GT4-ZR auf dem alten Betriebshof in der Bauhofstraße abgestellt und wenig später verschrottet.
Im Jahr 2005 senkte die Stadt Brandenburg ihre Zuzahlungen für die Verkehrsbetriebe Brandenburg GmbH um zwei Millionen Euro. Infolge dieser Maßnahme wurden Fahrzeuge und Mitarbeiter eingespart und der Fahrplan ausgedünnt. Besonders am Wochenende verkehren Straßenbahn- und Buslinien seltener. An Sonn- und Feiertagen werden zum ersten Mal in der Geschichte der Straßenbahn zwei Straßenbahnlinien (Linie 1 und 2) miteinander verbunden, und als Linie 1/2 (Quenzbrücke – Anton-Saefkow-Allee) im 60-Minuten-Takt geführt. Die Linie 1/2 bediente dabei nicht den Hauptbahnhof, dieser wird durch die Straßenbahnlinie 6 im 30-Minuten-Takt angefahren.
Im Jahre 2007 wurde das 110-jährige Jubiläum des Betriebes begangen. Im Frühjahr 2012 wurde damit begonnen, den Bahnhofsvorplatz neu zu gestalten. Dabei wurden bis Mai auch die Gleisanlagen der Straßenbahn grundlegend erneuert.
Im Jahr 2011 wurde die Neuendorfer Straße erneuert und von 2012 bis 2013 der Nicolaiplatz umgebaut. Beide Baumaßnahmen führten dazu, dass die Strecke der Linie 1 über die Neuendorfer Straße, Luckenberger Straße und Bauhofstraße nicht von Straßenbahnen befahren werden konnte. Aus diesem Grund befuhr die Linie 1 vom 7. März bis zum 14. August 2011 und vom 18. Juni 2012 bis zum 2. November 2013 stattdessen in der Innenstadt den Linienweg der Linie 2, die Haltestellen Luckenberger Straße und Kanalstraße wurden nicht von der Straßenbahn bedient.
Am 4. Januar 2014 kauften die VBBr die zwei Prototypen aus der Bogestra-Serie vom Typ MGT6D (Nr. 500–501) aus Halle/Saale, die bereits 1995 zu Testzwecken in Brandenburg fuhren.
Während der Bundesgartenschau 2015 in der Havelregion wurde der Verkehr an Wochenenden und Feiertagen in der Innenstadt durch die Ringlinie 8 verstärkt. Die Linie durchfuhr zweimal die Steinstraße in Richtung Neustädtischer Markt, so dass der Linienverlauf einer 8 ähnelte. Außerdem wurde die Bezeichnung der Linie Quenzbrücke–Anton-Saefkow-Allee von „1/2“ zu „12“ geändert und deren Takt von 60 auf 30 Minuten verdichtet.
Die Änderungen bei der Linie 12 wurden auch nach der Bundesgartenschau beibehalten.

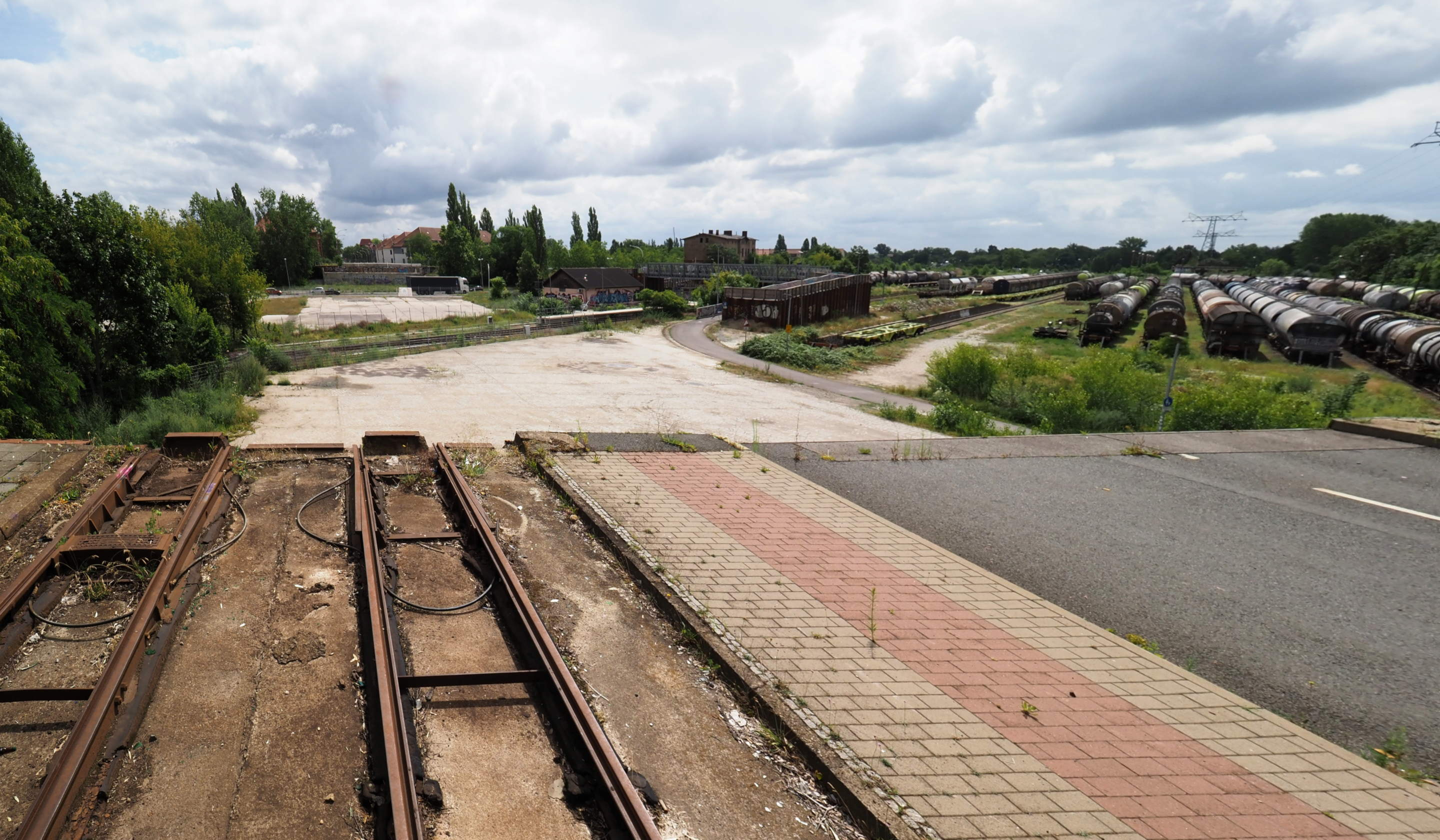
Die abgerissene Brücke über die Brandenburgische Städtebahn

Im Jahr 2019 wurde die „Brücke des 20. Jahrestages“ im Zuge der Magdeburger Landstraße für Straßenbahnen gesperrt. Die Brücke wurde am 21. Mai 2021 gesprengt. In diesem Zusammenhang wurden die Linien 2 und 12 eingestellt und durch Buslinien ersetzt. Inzwischen (von 2024 bis 2029) wird die Brücke neu gebaut; nach Fertigstellung kann die Straßenbahn wieder bis zur Quenzbrücke fahren. Im Februar 2025 erfolgte durch eine Staatssekretärin im Brandenburger Infrastrukturministerium die Übergabe eines Fördermittelbescheides. Nach diesem soll der in den Jahren 2025 bis 2028 vorgesehene Neubau der Brücke (zweigleisige Straßenbahnstrecke nebst neuer Fahrleitung und behindertengerechter Haltestelle, neue Signal- und Kommunikationstechnik) gefördert werden. Außerdem wird der Abschnitt zwischen Anschluss Brücke bis zu den Weichen der Kreuzung Magdeburger Straße/Fouquéstraße erneuert werden. Ausgeführt werden etwa 220 m als Doppelgleis auf fester Fahrbahn mit Asphaltdeckung und etwa 80 m als Rasengleis. Der Bau der Brücke nebst dem Abschnitt bis zur Fouquéstraße und einer weiteren Gleiserneuerung im Netz der VBBr werden vom Land Brandenburg mit knapp über 10,1 Mio. Euro gefördert, die Gesamtkosten sollen 13,5 Mio. Euro betragen. Die Fördermittel stammen mit 5,7 Mio. aus den GVFG-Mitteln des Bundes und mit 4,4 Mio. aus dem Förderprogramm ÖPNV-Invest des Landes Brandenburg.
Mit den Verkehrsbetrieben von Frankfurt (Oder) und Cottbus wurde im Juni 2018 die Beschaffung von Niederflurstraßenbahnwagen gemeinsam ausgeschrieben. Den Zuschlag erhielt Škoda Transportation, welcher aufgrund der Klage eines unterlegenen Wettbewerbers erst im Februar 2021 rechtskräftig wurde. Die Fahrzeuge des Typs 48T aus der ForCity-Plus-Gruppe sind dreiteilige Einrichtungsfahrzeuge mit zwei angetriebenen Drehgestellen und einem mittleren Lauffahrwerk. Sie sind 28,96 Meter lang, 2,30 Meter breit, haben 70 Prozent Niederfluranteil und eine Klimaanlage. Vier Fahrzeuge sind fest bestellt und sollten bei Bestellung zwischen Ende 2023 und 2024 ausgeliefert werden, bis zu acht Fahrzeuge können optional nachbestellt werden. Schließlich wurde der erste Wagen (Nr. 110) jedoch erst im Dezember 2024 ausgeliefert. Ebenso im Dezember 2024 wurde die erste Hälfte der Option eingelöst.

## Fahrzeuge
Die VBBr besitzen aktuell für den Linienverkehr sechs Fahrzeuge des Typs Duewag MGT6D, zehn des Typs Tatra KTNF6-B und zwei des Typs Tatra KT4DMC. Da acht Fahrzeuge des Typs Škoda 48T ForCity Plus bestellt sind, werden die Tatra-Fahrzeuge nicht komplett ersetzt. Durch Ausscheiden des Tatra-Typs KT4DMC wird dann zumindest jedes Fahrzeug teilweise barrierefrei sein.
Mit Stand März 2025 sind bereits zwei Fahrzeuge des Typs Škoda 48T ForCity Plus in Brandenburg eingetroffen.

## Streckenchronik

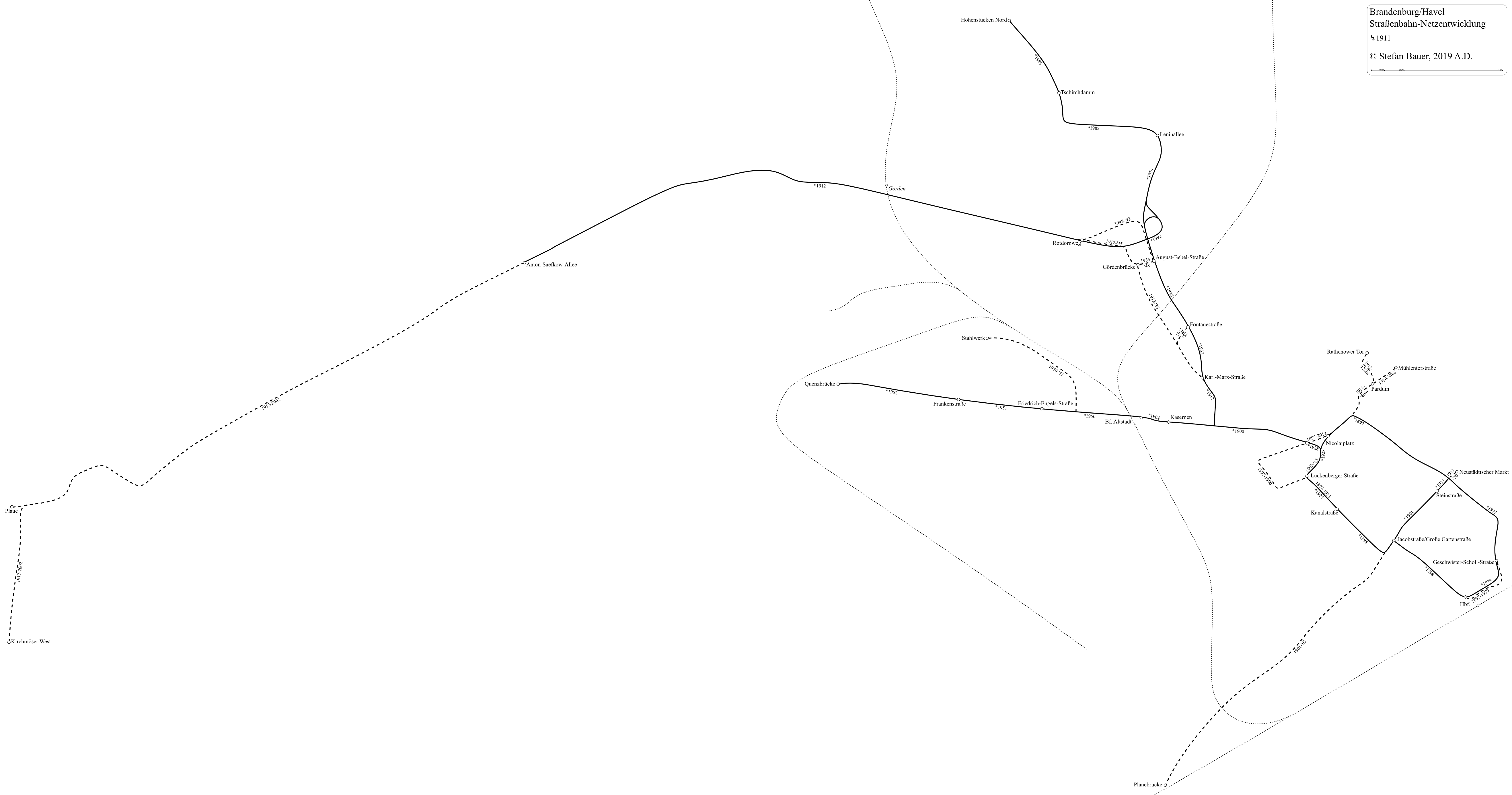
Karte der Netzentwicklung

### Pferdebahnnetze (1897 – 1911)
| Jahr | Linie | Strecke | Bemerkungen                   |
| ---- | ----- | --- | ----------------------------- |
| 1897 |       | Staatsbahnhof – Hauptstraße – Nicolaistraße (heute Damaschkestraße)                                                                                |                               |
| 1899 | -     | Staatsbahnhof (Hauptbahnhof) – Neuendorfer-Straße – Nicolaistraße (Damaschkestraße) – Hauptstraße – Staatsbahnhof (Hauptbahnhof)                   | Ringverkehr                   |
| 1900 | -     | Staatsbahnhof (Hauptbahnhof) – Luckenberger-Straße – Strafanstalt (Nicolaiplatz / Ecke Plauer Straße) – Hauptstraße – Staatsbahnhof (Hauptbahnhof) | Ringverkehr, eingestellt 1902 |
| 1900 | -     | Staatsbahnhof (Hauptbahnhof) – Hauptstraße – Kasernen (Magdeburger Straße)                                                                         |                               |
| 1902 | -     | Rathaus (Steinstraße / Ecke Hauptstraße) – Schlachthof – Planebrücke                                                                               |                               |
| 1902 | -     | Staatsbahnhof (Hauptbahnhof) – Bauhofstraße – Strafanstalt (Nicolaiplatz / Ecke Plauer Straße)                                                     | eingestellt 1904              |

### Straßenbahnnetze (Elektrischer Betrieb, ab 1911)
Ab 1911 wurden die einzelnen Linien mit Farben bezeichnet.
| Jahr | Linie | Strecke | Bemerkungen                       |
| ---- | ----- | --- | --------------------------------- |
| 1911 | Grün  | Staatsbahnhof (Hauptbahnhof) – Große Gartenstraße – Steinstraße – Hauptstraße – Altstädtischer Bahnhof                                  | ab 1. April                       |
| 1911 | Grün  | Staatsbahnhof (Hauptbahnhof) – Große Gartenstraße – Steinstraße – Hauptstraße – Plauer Straße – Altstädtischer Markt                    | ab 20. Mai                        |
| 1911 | Grün  | Staatsbahnhof (Hauptbahnhof) – Große Gartenstraße – Steinstraße – Hauptstraße – Plauer Straße – Altstädtischer Markt – Brielower Straße | ab 15. Oktober                    |
| 1911 | Weiß  | Rathaus (Neustädtischer Markt) – Planebrücke                                                                                            | ab 16. April elektrischer Betrieb |
| 1911 | Rot   | Staatsbahnhof (Hauptbahnhof) – St. Annenstraße – Altstädtischer Bahnhof                                                                 | ab 20. Mai                        |
| 1912 | Grün  | Staatsbahnhof (Hauptbahnhof) – Große Gartenstraße – Steinstraße – Hauptstraße – Plauer Straße – Altstädtischer Markt – Brielower Straße | eingestellt 1914                  |
| 1912 | Weiß  | Rathaus (Neustädtischer Markt) – Planebrücke                                                                                            |                                   |
| 1912 | Rot   | Staatsbahnhof (Hauptbahnhof) – St. Annenstraße – Altstädtischer Bahnhof                                                                 |                                   |
| 1912 | Blau  | Fouquéstraße – Caféhaus Görden (Waldcafé Görden)                                                                                        | vom 23. August bis 23. Dezember   |
| 1912 | Blau  | Fouquéstraße – Caféhaus Görden (Waldcafé Görden) – Landesanstalt                                                                        | ab 24. Dezember                   |
| 1912 | Gelb  | Staatsbahnhof (Hauptbahnhof) – Plaue | ab 24. Dezember                   |
| 1917 | Weiß  | Rathaus (Neustädtischer Markt) – Planebrücke                                                                                            |                                   |
| 1917 | Rot   | Staatsbahnhof (Hauptbahnhof) – St. Annenstraße – Altstädtischer Bahnhof                                                                 |                                   |
| 1917 | Blau  | Fouquéstraße – Caféhaus Görden (Waldcafé Görden) – Landesanstalt                                                                        |                                   |
| 1917 | Gelb  | Staatsbahnhof (Hauptbahnhof) – Plaue – Pulverfabrik (Kirchmöser West)                                                                   | ab 9. September                   |

### Linien seit 1955
Zum 1. Februar 1955 wurden Liniennummern anstatt Farben eingeführt:
| Jahr      | Linie | Strecke | Bemerkungen |
| --------- | ----- | --- | --- |
| 1955      | 1     | Hauptbahnhof – Puschkinplatz (Nicolaiplatz) – Hauptbahnhof | Ringverkehr, eingestellt am 1. August 1956                                                                                        |
| 1955      | 2     | Hauptbahnhof – Frankenstraße | ab 1. August 1956 Verkehr bis „Quenzbrücke“                                                                                       |
| 1955      | 3     | Planebrücke – Quenzbrücke | |
| 1955      | 4     | Schlachthof – Dimitroffallee (Gördenallee) | bis 14. Oktober 1955 |
| 1955      | 4     | Planebrücke – Kolonie Görden | ab 15. Oktober 1955 |
| 1955      | 4     | Neustädtischer Markt – Kolonie Görden | ab 1. August 1956 |
| 1955      | 5     | Hauptbahnhof – Anton-Saefkow-Allee | |
| 1955      | 6     | Hauptbahnhof – Anton-Saefkow-Allee – Plaue – RAW (Kirchmöser West) | |
| 1967      | 1     | Hauptbahnhof – Puschkinplatz (Nicolaiplatz) – Anton-Saefkow-Allee – Plaue – Kirchmöser West | entstanden aus Zusammenführung der Linien 5 und 6                                                                                 |
| 1967      | 2     | Hauptbahnhof – Quenzbrücke | |
| 1967      | 3     | Neustädtischer Markt – Quenzbrücke | |
| 1967      | 4     | Neustädtischer Markt – Waldcafé Görden | |
| 1973      | 1     | Hauptbahnhof – Puschkinplatz (Nicolaiplatz) – Anton-Saefkow-Allee – Plaue – Kirchmöser West | |
| 1973      | 2     | Hauptbahnhof – Quenzbrücke | |
| 1973      | 3     | Neustädtischer Markt – Quenzbrücke | |
| 1973      | 4     | Neustädtischer Markt – Waldcafé Görden | |
| 1973      | 5     | Quenzbrücke – Waldcafé Görden | ab 4. November |
| 1989      | 1     | Kirchmöser West – Nicolaiplatz – Neustädtischer Markt – Hauptbahnhof – Bauhofstraße – Nicolaiplatz – Kirchmöser West | |
| 1989      | 2     | Quenzbrücke – Puschkinplatz (Nicolaiplatz) – Kanalstraße – Hauptbahnhof – Neustädtischer Markt – Nicolaiplatz – Quenzbrücke                                                                                                   | |
| 1989      | 3     | Quenzbrücke – Puschkinplatz (Nicolaiplatz) – Neustädtischer Markt – Kanalstraße – Puschkinplatz – Quenzbrücke | |
| 1989      | 4     | Waldcafé Görden – Puschkinplatz (Nicolaiplatz) – Kanalstraße – Neustädtischer Markt – Puschkinplatz – Waldcafé Görden | |
| 1989      | 5     | Waldcafé Görden – Quenzbrücke und zurück | |
| 1989      | 6     | Hohenstücken Nord – Puschkinplatz (Nicolaiplatz) – Kanalstraße – Neustädtischer Markt – Puschkinplatz – Hohenstücken Nord | |
| 1989      | 7     | Hohenstücken Nord – Puschkinplatz (Nicolaiplatz) – Hauptstraße – Neustädtischer Markt – Kanalstraße – Puschkinplatz – Hohenstücken Nord                                                                                       | |
| 1989      | 8     | Hohenstücken Nord – Quenzbrücke und zurück | |
| 1989      | 9     | Hohenstücken Nord – Puschkinplatz (Nicolaiplatz) – Hauptstraße – Neustädtischer Markt – Hauptbahnhof – Kanalstraße – Puschkinplatz – Hohenstücken Nord                                                                        | |
| bis 2020  | 1     | Anton-Saefkow-Allee – Waldcafé Görden – Fontanestraße – Nicolaiplatz – Bauhofstraße – Steinstraße – Neustädtischer Markt – Hauptbahnhof – Bauhofstraße – Nicolaiplatz – Fontanestraße – Waldcafé Görden – Anton-Saefkow-Allee | |
| bis 2020  | 2     | Quenzbrücke – Nicolaiplatz – Hauptstraße – Neustädtischer Markt – Hauptbahnhof – Steinstraße – Neustädtischer Markt – Hauptstraße – Nicolaiplatz – Quenzbrücke                                                                | Seit 6. Dezember 2019 eingestellt aufgrund Brückensperrung.                                                                       |
| bis 2020  | 6     | Hohenstücken Nord – Fontanestraße – Nicolaiplatz – Hauptstraße – Neustädtischer Markt – Steinstraße – Hauptbahnhof – Neustädtischer Markt – Hauptstraße – Nicolaiplatz – Fontanestraße – Hohenstücken Nord                    | |
| bis 2020  | 12    | Anton-Saefkow-Allee – Fontanestraße – Quenzbrücke | Die Linie 12 ersetzte sonn- und feiertags die Linien 1 und 2. Seit 6. Dezember 2019 eingestellt aufgrund Brückensperrung.         |
| seit 2021 | 1     | Anton-Saefkow-Allee – Waldcafé Görden – Fontanestraße – Nicolaiplatz – Bauhofstraße – Steinstraße – Neustädtischer Markt – Hauptbahnhof – Bauhofstraße – Nicolaiplatz – Fontanestraße – Waldcafé Görden – Anton-Saefkow-Allee | 23/25 Haltestellen Mo–Fr kein Taktverkehr; in der HVZ angenäherter 15-min-Takt, abends angenäherter 20-min-Takt Sa+So 30-min-Takt |
| seit 2021 | 6     | Hohenstücken Nord – Fontanestraße – Nicolaiplatz – Hauptstraße – Neustädtischer Markt – Steinstraße – Hauptbahnhof – Neustädtischer Markt – Hauptstraße – Nicolaiplatz – Fontanestraße – Hohenstücken Nord                    | 22/18 Haltestellen Mo–Fr kein Taktverkehr, in der HVZ angenäherter 15-min-Takt, abends angenäherter 20-min-Takt Sa+So 30-min-Takt |

## Galerie
- Mitfahrt in der Linie 1 von Anton-Saefkow-Allee über Hauptbahnhof bis Magdeburger Straße / Oberlandesgericht, Juni 2012
- Mitfahrt in der Linie 2 von Ritterstraße / Museum über Hauptbahnhof und Quenzbrücke bis Hauptstraße, Juni 2012
- Mitfahrt in der Linie 6 von Magdeburger Straße / Oberlandesgericht über Hauptbahnhof bis Hohenstücken Nord, Juni 2012